# Ragne Solås
Ragne Solås (pseudonym för Olga Gjeterud), född 10 oktober 1904, död 12 oktober 1997, var en norsk författare och lärare från Grue i Solør. 
Hon debuterade 1946 med På dette skal du leve, och skrev totalt fem böcker. Tre romaner 1946–49, en ungdomsbok 1973 och en roman Skritt i trappa (1994).